# Mørke
Pour plus de détails, voir Fiche technique et Distribution.
Mørke (titre international : Murk ; titre danois : Mørke, littéralement « Ténèbres »[réf. nécessaire]) est un thriller psychologique britannico-danois coécrit et réalisé par Jannik Johansen, sorti en 2005. Il s'agit d'une histoire réelle inspirée du suicide de la sœur du réalisateur.

## Synopsis
Julie (Lotte Bergstrøm), jeune femme handicapée en fauteuil roulant, se marie à Anker (Nicolas Bro), homme venant de nulle part, qu'elle a rencontré sur internet, six mois auparavant. Après une soirée de noces, elle s'est suicidée dans la salle de bain. Ainsi le journaliste Jacob (Nikolaj Lie Kaas), frère de Julie, la découvre inerte dans les bras de son mari en pleine nuit. Quelques jours plus tard, en rangeant les affaires de Julie, Jacob effeuille un livre appartenant à Anker : une feuille découpée tombe. C'est un morceau de remerciement lors des obsèques, d'une autre femme Rikke Bjerre, avant Julie. Il est presque identique que celui pour Julie. Jacob veut en avoir le cœur net et il téléphone à la rédaction du journal où il travaille, afin d'avoir de l'aide pour trouver où habite Anker, vu que ce dernier est injoignable au téléphone. Il se déplace alors à la campagne, dans le village de Mørke (da), où semble vivre Anker et rencontre un policier Carl (Morten Lützhøft) qui lui montre le chemin : Jacob retrouve Anker, avec une autre femme handicapée...
À la fin du film et dans une discussion avec Jacob, Anker relate que pour leur bien, il a tué ses épouses successives, toutes handicapées et toujours pour leur bien à eux deux, il tente de l'entraîner dans une noyade suicidaire, mais Jacob survit.

## Distribution
- Nikolaj Lie Kaas : Jacob
- Nicolas Bro : Anker
- Lærke Winther Andersen : Hanne
- Laura Drasbæk : Nina
- Lotte Bergstrøm : Julie
- Anne Sophie Byder : Sonja
- Morten Lützhøft : le policier, Carl
- Lisbet Lundquist : Caroline
- Hother Bøndorff : le père de Rikke
- Katrine Hartmann Nielsen : Rikke Bjerre
- Lars Lunøe : Ka Hjort
- Jørgen Lysemose : le pianiste
- Søren Thomsen : Onkel Svend
- Ane Vinther : la mère de Rikke

## Fiche technique
Sauf indication contraire, les informations mentionnées dans cette section peuvent être confirmées par la base de données cinématographiques IMDb,  présente dans la section « Liens externes ».
- Titre original : Mørke
- Titre international et français : Murk
- Réalisation : Jannik Johansen
- Scénario : Anders Thomas Jensen et Jannik Johansen
- Musique : Antony Genn
- Décors : Peter De Neergaard
- Costumes : Sussie Bjørnvad
- Photographie : Rasmus Videbæk
- Montage : Per K. Kirkegaard
- Production : Thomas Gammeltoft et Hanne Palmquist

Coproduction : Mike Downey et Sam Taylor
Production déléguée : Ole Bendixen, Zorana Piggott et Søren Poulsen
- Sociétés de production : Film and Music Entertainment et Fine & Mellow Productions
- Société de distribution : Nordisk Film
- Bugget : 22 millions DKK[2]
- Pays d'origine :  Danemark /  Royaume-Uni
- Langue originale : danois
- Format : couleur
- Genre : thriller psychologique, drame
- Durée : 124 minutes
- Dates de sortie :
  - Écosse : 19 août 2005 (avant première mondiale au festival international du film d'Édimbourg)[3]
  - Danemark : 23 août 2005 (Festival international du film de Copenhague) ; 7 octobre 2005 (sortie nationale)
  - Monde : 11 février 2021 (Netflix)

## Production
En octobre 2005, Dagbladet Information révèle que le scénario du film est inspiré d'une expérience vécue de la sœur du réalisateur Jannik Johansen qui, « dix-neuf ans, a tenté de se suicider. Ce fut raté, elle a subi des lésions cérébrales et a vécu pendant des années comme handicapée physique et mentale. (…) « Nous n'avons pas compris ce qui s'était passé », dit Jannik Johansen. « Être laissé pour compte est vraiment difficile car il y a beaucoup de questions auxquelles on n'obtient jamais de réponse ». (…) Sa sœur aînée a de nouveau tenté de se suicider. Cette fois, il réussit d'avoir de nouvelles questions. « Et vous voulez essayer de trouver une réponse, quelque chose qui puisse vous soulager », poursuit-il, « Si vous dites : C'était la faute de cet homme, ce n'est pas moi » ».

## Accueil
Le film est sélectionné et projeté le 19 août 2005 au festival international du film d'Édimbourg en Écosse et le 23 août 2005 au festival international du film de Copenhague. Le film sort le 7 octobre 2005 dans les salles à Danemark.

### Documentation
- (da) Christian Monggaard, « Mine mørke steder [trad. : « Mes endroits sombres »] », Dagbladet Information,‎ 7 octobre 2005 (lire en ligne).